# علم اجتماع إنساني

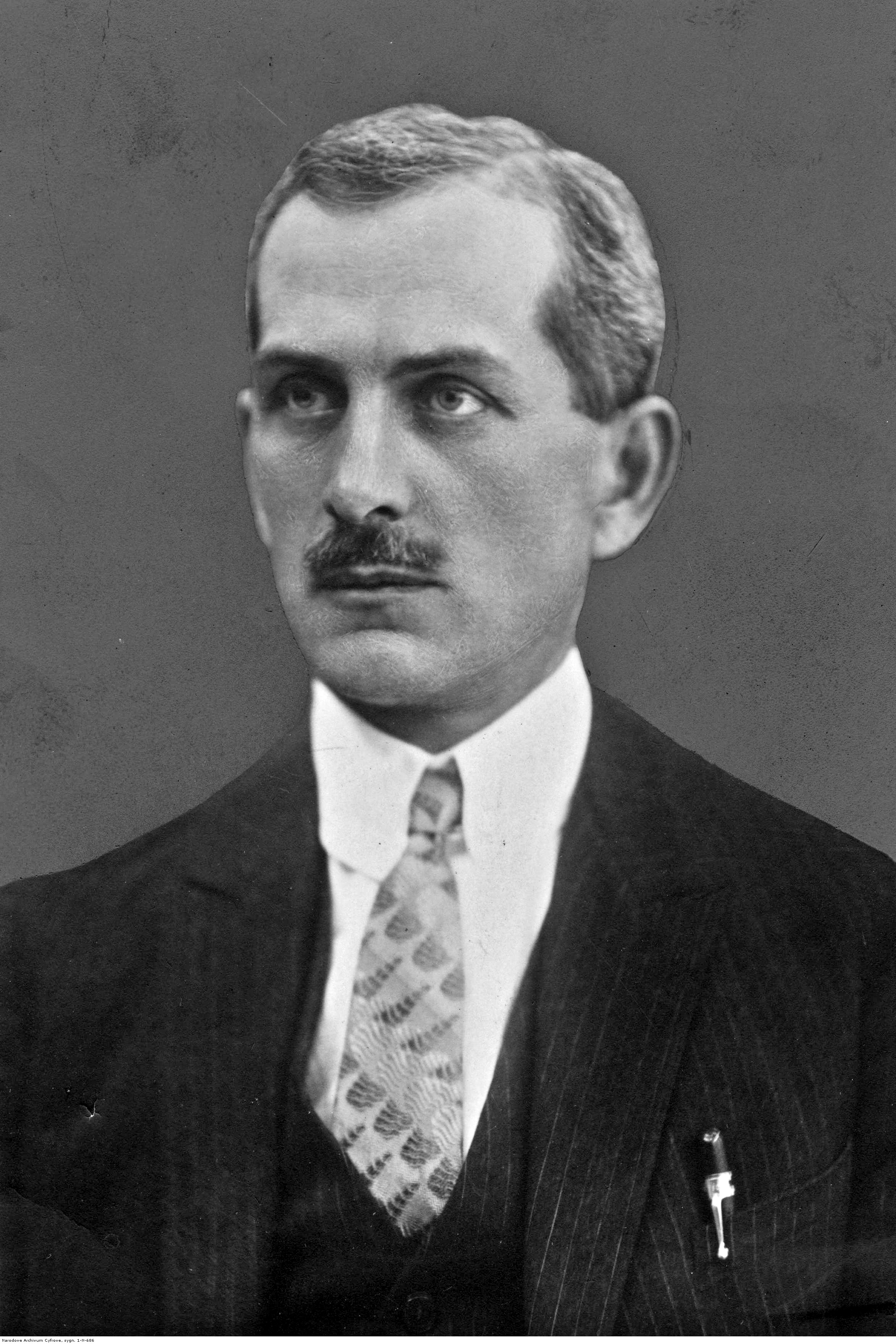
فلوريان زنانيكي (1882-1958) - فيلسوف وعالم اجتماع بولندي. يظل شخصية بارزة في تاريخ علم الاجتماع البولندي والأمريكي؛ مؤسس علم الاجتماع الأكاديمي البولندي، ومدرسة فكرية كاملة في علم الاجتماع

علم الاجتماع الإنساني هو مجال متفرع من علم الاجتماع، نشأ أساسًا من أعمال البولندي الفيلسوف في جامعة شيكاغو فلوريان زانيكي الذي تحول إلى علم الاجتماع لاحقًا. إنها منهجية تتعامل مع أهداف دراستها وطلابها -أي البشر- على أنها مركبات من القيم وأنظمة قيمية. يرتبط المصطلح في سياقات معينة بمجالات اجتماعية أخرى مثل معاداة الوضعية. يسعى علم الاجتماع الإنساني إلى تسليط الضوء على أسئلة مثل: «ما هي العلاقة بين شخص ذو مبادئ وشخص انتهازي؟». ويقصد بهكذا اتجاه "Humanistic Sociology" بأنه سليل البحوث الاجتماعية التي تعارض المناحي الميكانيكية، والمناحي ذات التقنيات المنهجية التي تتسم بالمغالاة، والمناحي المجردة، والمناحي الحرفية. ويحاول كاتجاه مختلف أن يقدم عوضاً عن ذلك تحليلاً اجتماعياً "في خدمة الإنسانية" وبذلك فإن أصحابها يلعبون دور "النقاد والتنويريين، والمراقبين والشراح (أنظر كتاب: ألفريد مانكلونج لي "علم اجتماع من أجل من؟".

## الأصول
علم الاجتماع الإنساني هو مجال متفرع من علم الاجتماع، ونشأ من مذهب معاداة الوضعية. وُلد هذا العلم من الأعمال الأولي لفلوريان ويتولد زنانيكي وو. ي. توماس الذي شاركه في تأليف «القرويين البولنديين في أوروبا وأمريكا». أجاد توماس اللغة البولندية بسبب خلفيته متعددة الأعراق. وطور منهجية تاريخ الحياة، إذ يُحصل على المعلومات من خطابات ومواد أخرى مثل أرشيف جمعية حماية المهاجرين البولنديين التي كان زانييكي مديرًا لها. كان زانانيكي فيلسوفًا معارضًا للمثالية والطبيعانية، واقترح بدلًا من ذلك منهجية للبحث الاجتماعي تقوم على «المعامل الإنساني» المعروف أحيانًا باسم المبدأ الإنساني. أدى اندلاع الحرب العالمية الأولى إلى انضمام زانييكي إلى توماس في شيكاغو.
واجه توماس لسوء حظه مشاكل سياسية تسببت في إنهاء مسيرته الأكاديمية. ولكنه استمر رغم ذلك في إنتاج أعمال مهمة في المدرسة الجديدة للبحوث الاجتماعية، حيث عمل مع علماء بارزين آخرين مثل هارولد لاسكي. ونتيجة لذلك يقلَّل من دوره غالبًا في تأسيس علم الاجتماع الإنساني.
كان لزانانيكي مهنة أكاديمية متميزة، حيث شغل كرسيًا في قسم علم الاجتماع في جامعة بوزنان التي أسس فيها المعهد البولندي لعلم الاجتماع. ولحسن الحظ زنانيكي، فإنه كان أستاذًا زائرًا في جامعة كولومبيا عند اندلاع الحرب العالمية الثانية. فلم يشهد الأحداث المأساوية التي حدثت في وطنه الأم. ثم أصبح أستاذا في جامعة إلينوي التي بقي فيها حتى وفاته في عام 1958. انتقلت عباءته إلى طالبه الموهوب ستانيسلاو أوسوفسكي الذي أحيا المعهد البولندي لعلم الاجتماع بعد التخلص منه من قبل السلطات الستالينية في عام 1951 (مثل الجمعية البولندية لعلم الاجتماع). حافظ أوسوفسكي على مقاومة زانانيكي الملحوظة والكبيرة ضد السيطرة الأيديولوجية للعلم.

## مبدأ الاستقراء التحليلي
الاستقراء التحليلي هو وسيلة للبحث الاجتماعي الاستقرائي، إذ تعدَّل النظريات والمفاهيم طبقًا لنتائج البحوث المجراة. تمتد الأسس الفلسفية للاستقراء التحليلي إلى أرسطو ومفهومه للاستقراء. يمكن اعتبار الاستقراء التحليلي عمليةً ظاهراتية، أي أن الظواهر لا يمكن أن تحدث أو يمكن فهمها بشكل منفصل عن العملية. يشرع الباحثون في دحض نظرياتهم عبر زيادة فرصة تقديم أدلة سلبية على غرار الأسلوب السقراطي أو مبدأ القابلية للدحض الخاص بكارل بوبر. كان الاستقراء التحليلي هو إجابة زانانيكي على مشكلة الاستقراء. اعتقد زانيكي أن الاستقراء التحليلي كان منهجية جديدة لإجراء البحوث الاجتماعية القادرة على تحقيق نتائج شاملة دقيقة.

## البنيوية مقابل الوظائفية
هناك صراع بين مدرستين متنافستين في الفكر الاجتماعي وهما البنيوية والوظائفية. وُرث هذا الصراع من الجذور الفلسفية الأوروبية لعلم الاجتماع الإنساني: محاولة هوسرل لاستخراج جوهر التجربة من خلال الانعكاس بدلاً من ظواهراتية هايدجر الوجودية. بينما تدعي كل مدرسة نظرية منطقية، فإن كل مدرسة تؤدي إلى مناهج مختلفة تمامًا عند تفسير نتائج البحث وتطوير استنتاجات منها. تتعلق نشأة الصراع بأولوية الموضوعات المفاهيمية المعنية. هل يعتبر الباحث الموضوعات البنيوية وعلاقتها بالنظام أولوية؟ أم هل يعتبر الباحث وظيفة الفرد أولوية؟ ستؤدي المشاكل الموجودة في كل مدرسة إلى تحليل ثابت لا يتغير.

### البنيوية
انحدر نموذج زانانيكي بشكل مستقل عن ماكس فيبر وإميل دوركايم. قدم مفهوم الفعالية المستمَد من كلود ليفي شتراوس الأسس الجوهرية للبنيوية والعمل اللاحق لعلماء الاجتماع مثل بيير بورديو. سيفسر البنيويون المتأثرون بعلم الاجتماع الإنساني البيانات من ناحية معارضة التقديرات والتباينات والعلاقات. يجب أن يكون تفسير البيانات سياقيًا. تسمح البنيوية بإجراء تحليل واقعي (حيث تمثل البنى واقعًا منظمًا) فيما يتعلق بالنظام الاجتماعي الأكبر. ومن خلال فهم النظام الاجتماعي الأكبر فأنت تتميز عما بعد الحداثة التي تسعى إلى وصف المجتمع من ناحية افتقاره إلى البنية، أو التفتت.

### الوظائفية
يسعى الوظائفيون إلى إيجاد فهم موضوعي للعالم الاجتماعي. إذ إن لديهم وجهة نظر أكثر إيجابية في العلوم الاجتماعية، ويعتقدون أن النتائج الموضوعية يمكن الحصول عليها عن طريق تقنيات مثل الاستطلاعات والمقابلات. إنهم يستخفون بالتحيز المتأصل الفكري، ويعتقدون أن نتائجهم تخلو من القيمة. نمت الوظائفية من خلال عمل ماكس فيبر وإميل دوركهايم. اكتسبت الوظائفية شعبية في الولايات المتحدة خلال الفترة من 1930 إلى 1960. وكان لعلم الاجتماع الإنساني دور في تراجع الوظائفية. تمكِن ملاحظة ذلك في صعود النماذج اللاحقة التي عادت إلى التركيز على الطبيعة الذاتية للتجربة الإنسانية، على سبيل المثال، الشعبية المتأخرة للتفكير ما بعد الحداثي الذي يبرز الأساس الذاتي للدلالات. يتميز علم الاجتماع الإنساني أيضًا عن الوظائفية في تعزيز الحاجة إلى حرية التفكير في الممارسات البحثية. يرفض الوظائفيون فكرة التحليل الواقعي أو البنائي، ويسعون بدلًا من ذلك إلى توضيح أكثر قابلية للملاحظة ويمكن التحقق منه خارجيًا عن طريق النظام الاجتماعي.

### البنيوية الوظائفية
يعتبر بعض الوظائفيين أنفسهم مؤيدين للبنيوية الوظائفية. تتشابه البنيوية الوظائفية مع علم الاجتماع الإنساني في فهمها للمجتمع كقواعد وقيم مشتركة. نشأت البنيوية الوظائفية من الوظائفية في محاولة لشرح هيمنة بعض الفئات الاجتماعية على غيرها، وعُرفت باسم نظرية الصراع. تتعارض نظرية الصراع مع الوظائفية. وترتبط البنيوية الوظائفية عادة بعمل تالكوت بارسونز. كان لعلم الاجتماع الإنساني مرة أخرى دور في تراجع البنيوية الوظائفية. توجد أنظمة ديناميكية للقيم المحصول عليها من التفاعلات الاجتماعية بالمعنى التطوري في نموذج علم الاجتماع الإنساني.

### التفاعل الرمزي
يدعي الكثيرون أن التفاعل الرمزي قد ازدهر مباشرة من أعمال توماس وزنانيكي. نما التفاعل الرمزي من البنيوية الوظائفية. ينظر التفاعل الرمزي إلى المجتمع على أنه يتكون من تفاعلات بين الأفراد. ومن هنا يتسلط التركيز على الأفراد، والتنظيم، والأنماط الموجودة في أنشطتهم اليومية. يسعى التفاعل الرمزي للتعامل مع مشاكل مثل مشكلة الهوية. أدت المشاكل الموجودة في التفاعل الرمزي -مثل التحليل غير الكافي للبنية الاجتماعية- إلى مفترق طرق في العلوم الاجتماعية. أدت مدرسة علم الاجتماع الأكثر تأثرًا بالنموذج الإنساني التي طورها زانييكي وتوماس إلى تطور المنهج الإثني. بينما أدى الفرع الآخر إلى ما بعد الحداثة عن طريق ما بعد البنيوية.

### المنهج الإثني
إن المنهجية الإثنية والأنثروبولوجيا الاجتماعية لبيير بورديو هي أفضل تمثيل للعمل الأولي لزنانيكي ونموذجه للثقافة باعتباره نظام قِيَم. بمعنى ما، تجاوز علم الاجتماع الإنساني النقاش الدائر حول البنية والوظيفة، وركز بدلًا من ذلك على عالم الثقافة القائم على القيم. فالباحث الذي يعمل عالمًا اجتماعيًا إنسانيًا لديه تفسير علمي للقيم. باستخدام الاستقراء التحليلي في سياق المعامل الإنساني، لن يتأثر الباحث بشكل غير ملائم بمسائل البنية أو الوظيفة؛ مشكِّلًا ترتيبًا موضوعيًا للعالم الاجتماعي. لا يستبعد طابع هذا العالم الاجتماعي -المستمَد من مصادر اجتماعية- إمكانية إنتاج استنتاج علمي. يصوّر عالم الاجتماع الإنساني الخبرة الإنسانية على أنها امتداد للعمل الاجتماعي. فيستمد عالم الاجتماع الإنساني بنيانًا مزدوجًا لهذا الفضاء من البنى القيمية الموضحة بالتعبيرات الرمزية. سيتبع عالم الاجتماع الإنساني المسار الذي أشار إليه زانانيكي، ويرفض النظرة الطبيعانية.

### ما بعد الحداثة
تعني ما بعد الحداثة بتأكيدها على الذاتية أنه لا توجد مجموعة واحدة من القيم أفضل من باقي المجموعات (ينتقد هذا البعض بصفته نسبية أخلاقية). ومع ذلك، تمكن الموازنة بين التحليل العلمي لأنظمة القيم مع ما بعد الحداثة. يعَد تحليل العولمة أحد هذه التطبيقات للتحليل في مرحلة ما بعد الحداثة. يمكن لعالم الاجتماع الإنساني من خلال التركيز على الطبيعة الذاتية للتجربة أن يكون مفكرًا لما بعد الحداثة. ومع ذلك، يمتلك عالم الاجتماع الإنساني قيمًا ومعتقدات أساسية تمكنه من تعيين تقييم إيجابي أو سلبي لقيمة ما، مثل أولوية «الكرامة الداخلية للفرد». تكون القيمة إيجابية إلى حد أنها تؤدي إلى نشاط اجتماعي إبداعي وبناء، كما هو الحال في ممارسات البحث الإنساني أو العمل الاجتماعي الإنساني. لذلك من الخطأ مساواة ما بعد الحداثة بعلم الاجتماع الإنساني الذي يسعى قبل كل شيء إلى تمثيل غير قابل للاختزال للعالم الإنساني.